# شو ساكاقوتشي
شو ساكاقوتشي (باليابانية: 坂口 祥尉) (7 مايو 1999 في طوكيو في اليابان – )؛ هو لاعب كرة قدم ياباني سابق كان يلعب كمدافع.

## وصلات خارجية
- شو ساكاقوتشي على موقع رابطة كرة القدم اليابانية للمحترفين (اليابانية)